# Tortyra hoguella
Tortyra hoguella là một loài bướm đêm thuộc họ Choreutidae. Nó được tìm thấy ở Costa Rica, bao gồm đảo Cocos from which is was được mô tả.
Chiều dài cánh trước là 5.2-6.5 mm. Nó có kiểu cánh khác thường nhất so với các loài trong chi Tortyra.